# Campagne (Herrenhaus)

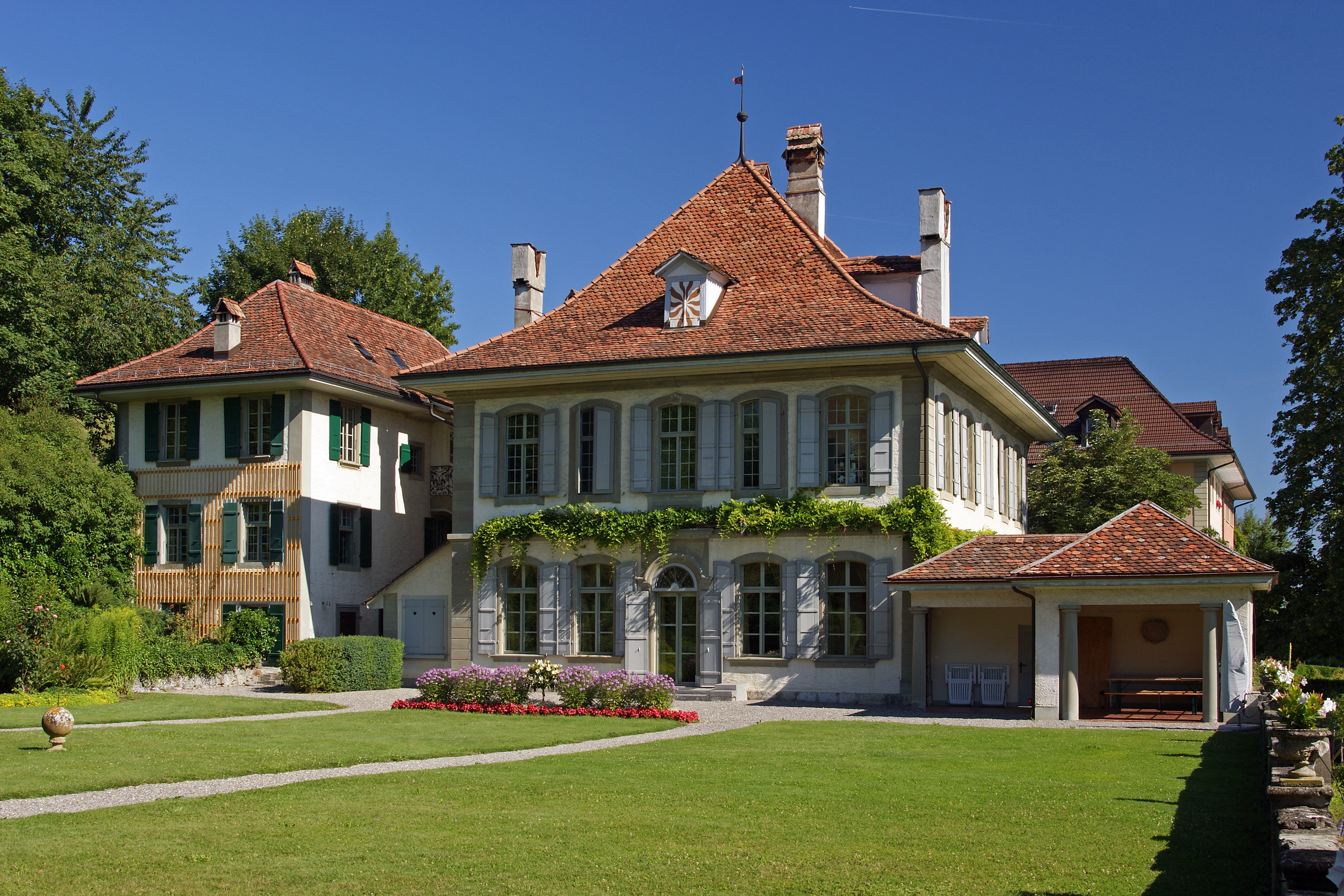
Campagne Oberried bei Belp

Als Campagne (eigtl. Maison de Campagne) wird im Raum der ehemaligen Stadt und Republik Bern ein Herrenhaus bezeichnet. 
Zu einer Campagne gehörten keine Grundherrschaftsrechte (ähnlich wie bei den Tiroler Ansitzen, die allerdings steuerbefreit waren). Im Spätmittelalter und in der frühen Neuzeit bewohnten die Familien des Berner Patriziats in den warmen Monaten Sommer- oder Herbsthäuser, die teilweise zur Jagd benutzt wurden. Diese Häuser waren meist klein und wenig komfortabel. Ende des 17. Jahrhunderts hat sich der Bautyp der Berner Campagne herausgebildet: ein Haus auf rechteckigem Grundriss unter Vollwalmdach. Vorläufer sind etwa mittelalterliche Pfarrhäuser wie in Münsingen oder die Höchhäuser in Steffisburg. Bisweilen wurden Campagnen auch anstelle mittelalterlicher Burgen errichtet, wie etwa Schloss Blankenburg oder Schloss Jegenstorf.
Viele dieser stattlichen Landhäuser sind verschwunden. Einige der noch stehenden Campagnen dienen öffentlichen, beispielsweise kulturellen Zwecken, so die Campagne Elfenau. Weitere Beispiele sind die Campagne Diemerswil, Campagne Hubelgut, Campagne Rubigen, Campagne Thalgut.

## Literatur

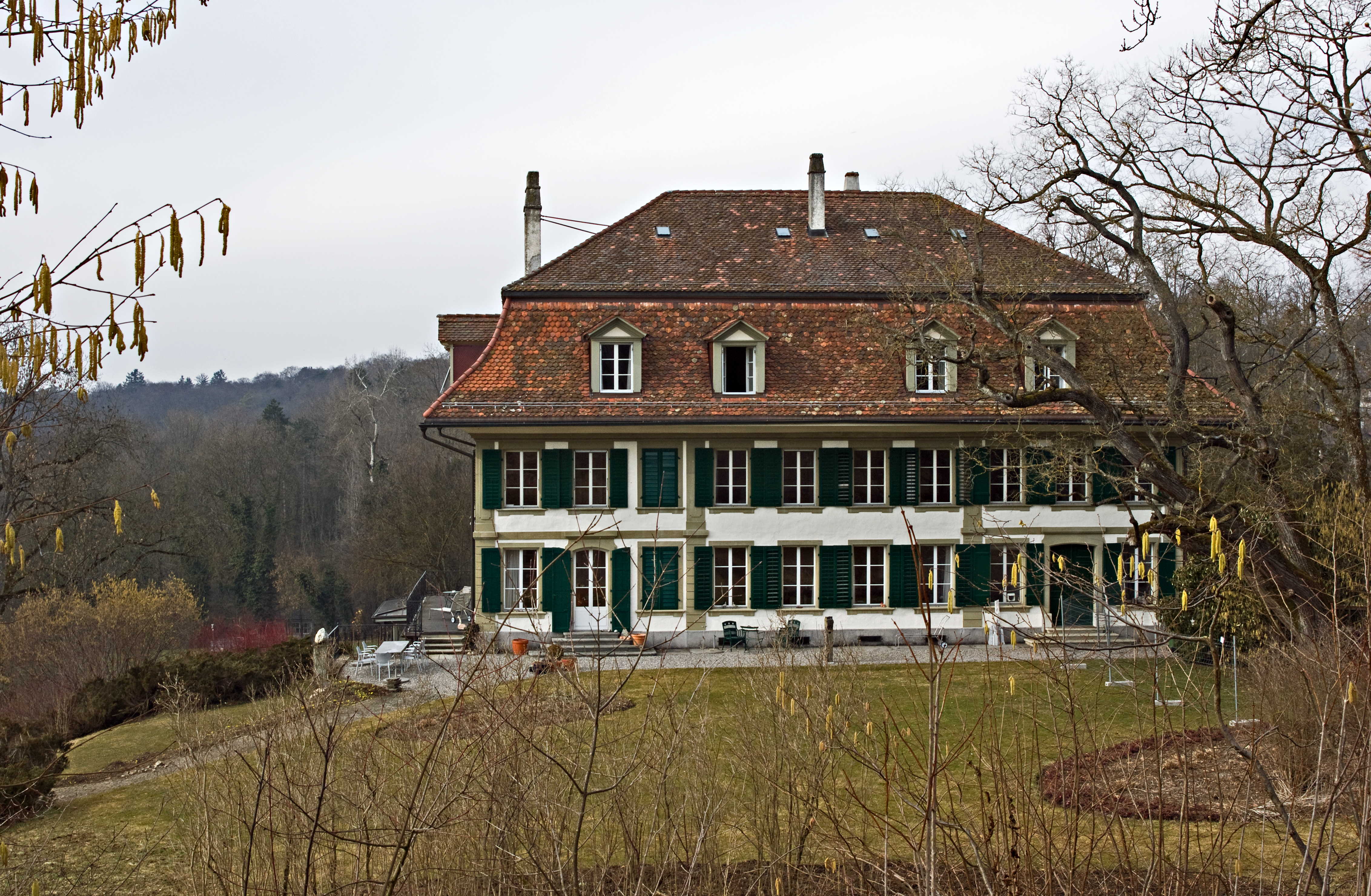
Die Campagne Elfenau